# Vilje til magt
 Der er for få eller ingen kildehenvisninger i denne artikel, hvilket er et problem. Du kan hjælpe ved at angive troværdige kilder til de påstande, som fremføres i artiklen.

Vilje til magt (tysk: "Wille zur Macht") er et begreb fra Friedrich Nietzsches filosofi.
Selvom dette er et af de begreber, der oftest bliver opfattet som et vigtigt element i Nietzsches tænkning, blev det faktisk kun nævnt få gange i hans tekster (omend en smule mere i hans efterladte notater). Imidlertid er begrebet heller ikke et isoleret fænomen i Nietzsches filosofi, og dets betydning er impliceret i både hans opfattelse af historien, menneskelig motivation og interaktion.

## Baggrund
Friedrich Nietzsche fandt tidlig inspiration fra Arthur Schopenhauer, som han opdagede i 1865. Schopenhauers filosofi lægger en central vægt på viljen, og hele hans tænkning drejer sig især om "viljen til livet." Schopenhauer mente, at universet og alt i det er drevet af en vilje til at leve, hvilket resulterer i alle levende væseners trang til at undgå døden, samt at forplante sig. For Schopenhauer var dette det mest fundamentale aspekt af virkeligheden.
En anden vigtig inspiration er Roger Joseph Boscovich, som Nietzsche opdagede og lærte om gennem sin læsning af Friedrich Albert Langes Geschichte des Materialismus fra 1865, hvilket var en bog Nietzsche læste i 1866. Så tidligt som i 1872 studerede Nietzsche Boscovichs bog Theoria Philosophia Naturalis på egen hånd. Nietzsche beskriver kun hans referencer til Boscovich i et enkelt af hans publicerede skrifter, nemlig Hinsides godt og ondt, hvor han erklærer sin krig mod "sjæle-atomisme".

## Tankegangen
Nietzsche forstod ved "vilje til magt" den motivation eller drivkraft, der ligger til grund for al menneskelig adfærd, mens Schopenhauers tilsvarende "viljen-til-livet"-aksiom, ifølge ham, var en intetsigende pleonasme, idet livet er vilje. Schopenhauer anså virkeliggørelsen af viljen som umulig, det at mennesket "vil" er dets lidelse og den eneste måde at sætte viljen ud af kraft var via kunsten og den religiøse askese da disse udmærker sig ved at være viljeløse; de hæver sig over enhver vilje til virkeliggørelse og det "at sætte værdier". Dette var for Nietzsche udslagsgivende for hans definition af nihilismen (nihil: intet, ingen værdier) og et gennemgående tema i hans forfatterskab blev dette opgør med Schopenhauers nihilisme og dens fornægtelse af al menneskelig storhed i form af skaberkraft og virkeliggørelse. Derudover var udgangspunktet for hans kritik af Schopenhauer en række eksempler, hvor mennesket øjensynligt har sat viljen til magt (andres magt eller magten over sit eget åndsliv) over selve livet. "Viljen til magt" er i høj grad en hermeneutisk idé og bygger grundlæggende på en opfattelse af subjektets rolle i verden som fortolkende. Viljen til magt bliver på den måde til fortolkningens og systematiseringens magt. Vi opnår altså kontrol (magt) over tilværelsen ved at fortolke den – dette, mener Nietzsche, er den centrale menneskelige drivkraft.
Grundpræmissen er den samme som i Schopenhauers værk, ifølge hvilket verden blot er subjektets "forestilling" eller perspektiv. På den måde er verden ikke defineret ved et telos eller faste idealer ligesom hegelianerne påstod – både Schopenhauer og Nietzsche modsatte sig den tyske idealisme og dens idé om at "alvisdommen" eller samfundet var i stand til at fuldbyrde eller skabe mening for individet. Løsningen på menneskenes lidelser lå ikke i tiden, i moralen eller samfundsstrukturen, da den samfundsmæssige overordning og moderniteten kun havde frigjort menneskene og givet dem deres bestemmelse. Løsningen på livets kvaler ligger i den enkeltes liv og "forestilling", i den enkeltes vilje til fortolkning og organisering af verden. Nietzsche konkretiserer denne vilje som "viljen til magt", viljen til at overstige sig selv (jf. Nietzsches overmenneskebegreb) og ikke blot magte sin egen person, men hele verden. Viljen til magt er dermed viljen til at begribe verden, anlægge et perspektiv og blive sin egen skæbne, men også viljen til at frigøre sig fra de herskende værdier og på den måde fortolke verden som selvstændigt individ. Følgelig adskiller Nietzsche sig fra Schopenhauer ved at gøre subjektets forestilling om og fortolkning af verden (objektet) til en konkret forløsning af viljen i stedet for en illusion. Nietzsche afliver Schopenhauers illusoriske og metafysiske vilje, der i sin egenskab af "tingen i sig selv"  altid bliver fremmed for sig selv ved sin fremtrædelse. Fremtrædelsen er for Schopenhauer den "objektiverede vilje", dvs. definitionen af et "objekt" for viljen. Det centrale i den sammenhæng er, at Nietzsche gør Schopenhauers bedrageriske og illusoriske objekt til selve viljens tilfredsstillelse eller forløsning og dermed afskaffer den metafysiske forståelsesramme og indfører en ontologisk. Viljen bliver "tingen for os" og kan derfor ikke opfattes som værende fremmed for sig selv ved sin objektive fremtrædelse. Således mener de begge, at intellektet er et produkt af viljen, men er uenige om værdien af dette produkt. Nietzsche lærer i modsætning til Schopenhauer, at værdien er total: produktet er viljen. Den essentielle forskel udmønter sig derfor i et henholdsvis proaktivt og reaktivt idésystem: mens Nietzsche ønsker intellektuel virkeliggørelse og objektivering, foreslår Schopenhauer at ignorere intellektet for at komme fri af viljen (jf. syn på kunst og askese), der alligevel i sin egenskab af "ting i sig selv" ikke kan realiseres.
Genstanden for Nietzsches magt er altså som udgangspunkt subjektet og magten udmærker sig ved subjektets evne og vilje til at fortolke verden selvstændigt. Det er dog også centralt for Nietzsche, at det er "viljen til magt" og den altoverskyggende skabertrang hos få af verdenshistoriens personer, der definerer menneskehedens udvikling. For som det også udtrykkes i "Således talte Zarathustra" er solen ingenting uden dem, som den lyser for – det samme gælder for overmennesket. På den måde bliver det sociale felt og samfundet også gjort til genstand for "viljen", idet Nietzsches opfattelse af viljen, i modsætning til f.eks. Schopenhauers, ikke handler om "jammer" overfor "lykke", men ubetydelighed (afmagt) overfor betydelighed (magt). Kun den, der har haft nok i sig selv og delt ud af denne sin overflod og visdom, dvs. ydet indflydelse i det sociale felt, er et overmenneske og har ladet sig styre af sin vilje og natur. I "Also Spracht Zarathustra" spørger Zarathustra retorisk sig selv: "Tragter jeg da efter lykke? Nej, jeg tragter efter mit værk!". Overmenneskets frugter er altså ikke den personlige lykke, men den personlige bedrift, der udmærker sig ved visdommens overflod. Ifølge Nietzsche er overmennesket solen, der skinner på menneskene eller "bægeret, der skal kamme over så at vandet (visdommen) kan flyde gyldent derfra". Den enkeltes "vilje" og skaberkræfter vil altså gå over i en reel implementeringsfase (i Nietzsches forvandlingslære, forvandlingen fra løven til barnet), der vedrøre/påvirker andre mennesker og begrebet implicerer derfor i sin yderste konsekvens viljen til magt over andre mennesker, da indsigt og selvstændighed for Nietzsche er en naturlig forløber herfor. Som skaber skal man delagtiggøre sine medmennesker i sin kreativitet og dermed bliver Nietzsches idé om det skabende, villende (over)menneske immanent i det sociale felt og samfundets udvikling, hvilket igen refererer til hans idealistiske historiefilosofi.